# Retentie (leren)
Retentiewaarde, ook wel bekend als geheugenretentie, is de hoeveelheid informatie die een persoon zich kan herinneren na een bepaalde periode van tijd. Het is een belangrijke factor in het leerproces, aangezien het bepaalt hoeveel kennis en vaardigheden een persoon op lange termijn kan behouden. Er zijn verschillende factoren die van invloed zijn op de retentiewaarde, waaronder de manier waarop de informatie is aangeboden, het individuele leerproces van de persoon en de toepassingsmogelijkheden van de geleerde informatie.

## Leermethodes
Er zijn verschillende manieren om de retentiewaarde te verhogen, zoals het gebruik van mnemonische technieken, het herhalen van informatie en het toepassen van de geleerde materie in de praktijk. Ook het leerproces zelf kan van invloed zijn op de retentiewaarde, blijkt uit studies die aantonen dat leren door te doen een hogere retentiewaarde heeft dan het lezen of horen van informatie. Er zijn ook verschillende factoren die de retentiewaarde kunnen beïnvloeden, zoals de hoeveelheid aandacht die een persoon aan de informatie besteedt, de emotionele betrokkenheid bij het leerproces en de manier waarop de informatie wordt aangeboden. Bijvoorbeeld, visuele hulpmiddelen zoals afbeeldingen en video's kunnen de retentiewaarde verhogen, aangezien ze het leerproces visueel aantrekkelijker maken en de informatie beter te onthouden maken. 
Er zijn verschillende studies gedaan naar de retentiewaarde van de verschillende leermethodes. Zo blijkt uit sommige studies dat leren door te doen een retentiewaarde van 80% kan hebben, terwijl leren door te luisteren een retentiewaarde van 20% kan hebben. Andere studies geven zelfs aan dat mensen 90% onthouden van wat ze doen, 20% van wat ze horen en slechts 10% van wat ze lezen. Er zijn ook factoren die de retentiewaarde kunnen verlagen, zoals het leren van te veel informatie tegelijk, het ontbreken van persoonlijke betrokkenheid bij het leerproces en een gebrek aan variatie in het leerproces.

## Geheugen
Het menselijke geheugen is het proces waarbij informatie en materiaal in de hersenen wordt gecodeerd, opgeslagen en opgehaald. Geheugen is een eigenschap van het centrale zenuwstelsel, met drie verschillende classificaties: kortetermijngeheugen, langetermijngeheugen en sensoriële geheugen. De drie soorten geheugen hebben specifieke, verschillende functies, maar elk zijn even belangrijk voor geheugenprocessen. Sensoriële informatie wordt op een bepaalde manier in de hersenen getransformeerd en gecodeerd, wat een geheugenrepresentatie vormt. Deze unieke codering van informatie creëert een geheugen.
Geheugen en retentie zijn verbonden omdat elke bewaarde informatie wordt opgeslagen in menselijke geheugenopslag, dus zonder menselijke geheugenprocessen zou retentie van materiaal niet mogelijk zijn. Bovendien zijn geheugen en het leerproces ook nauw verbonden. Geheugen is een opslagplaats en maakt het mogelijk om informatie op te halen en te coderen, wat essentieel is voor het leerproces. Het leren is afhankelijk van geheugenprocessen, omdat eerder opgeslagen kennis functioneert als een raamwerk waarin nieuw geleerde informatie kan worden gelinkt. 
Informatie wordt opgeslagen in menselijke geheugenopslag op verschillende manieren, maar voornamelijk door actief leren, herhaling en herbevestiging. Informatie die is gecodeerd en opgeslagen in geheugenopslag kan vaak worden vergeten. Er zijn meerdere verklaringen voor waarom dit gebeurt. Hieronder vallen: ondoeltreffende codering van materiaal, verval van informatie, interferentie, concurrentie van nieuw geleerd materiaal en het falen van het ophalen.